# Танці з зірками
«Та́нці з зірка́ми» — українська версія міжнародного телевізійного проєкту, що був започаткований у Великій Британії у 2004 році на телеканалі BBC під назвою «Strictly Come Dancing» і став популярним у багатьох країнах світу.
Відомі люди шоу-бізнесу разом з професійними танцюристами склали пари, які на очах у телеглядачів повинні були продемонструвати свої танцювальні здібності. Виконання десяти композицій бальних танців оцінювали самі телеглядачі. Побивши всі рейтинги на телеканалі BBC, «Танці з зірками» із ще більшим тріумфом пройшли на телеекранах 16 країн світу, зокрема Аргентина, Австралія, Австрія, Бельгія, Бразилія, Чилі, Данія, Чехія, Естонія, Фінляндія, Німеччина, Угорщина, Ізраїль, Індія, Італія, Мексика, Нідерланди, Нова Зеландія, США, Польща, Іспанія, Росія та Норвегія.
В Україні стартував 7 жовтня 2006 року на телеканалі «1+1». Його ведучими стали Тіна Кароль та Юрій Горбунов. Перший випуск проєкту вийшов на екрани 7 жовтня 2006 року. В журі телешоу були Григорій Чапкіс, Олена Коляденко, Олексій Литвинов, Вадим Єлізаров.
Музичний супровід усіх сезонів забезпечував естрадно-духовий оркестр «Либідь» — диригент Максим Кузін (2006), художній керівник та диригент Григорій Постой, оркестрування композицій — Олександр Корш.

## Склад

### Ведучі
Ведучий
     Запрошений ведучий
     Запрошені ведучі змагалися як учасник до вибування
     Змагався як учасник
| Ведучі                                      | Сезон 1 | Сезон 2 | Сезон 3 | Сезон 4 | Сезон 5 | Сезон 6 | Сезон 7 | Сезон 8 |
| ------------------------------------------- | ------- | ------- | ------- | ------- | ------- | ------- | ------- | ------- |
| Юрій Горбунов                               |         |         |         |         |         |         |         |         |
| Тіна Кароль                                 |         |         |         |         |         |         |         |         |
| Іванна Онуфрійчук                           |         |         |         |         |         |         |         |         |
| Володимир Остапчук (1 тиждень), (5 тиждень) |         |         |         |         |         |         |         |         |
| Валентина Хамайко (2 тиждень)               |         |         |         |         |         |         |         |         |
| Катерина Осадча (3 тиждень), (13 тиждень)   |         |         |         |         |         |         |         |         |
| Артем Гагарін (3 тиждень)                   |         |         |         |         |         |         |         |         |
| Лілія Ребрик (4 тиждень)                    |         |         |         |         |         |         |         |         |
| Злата Огнєвіч (5 тиждень)                   |         |         |         |         |         |         |         |         |
| Олександр Скічко (6 тиждень)                |         |         |         |         |         |         |         |         |
| Оля Полякова (7 тиждень), (3, 9 тиждень)    |         |         |         |         |         |         |         |         |
| Неля Шовкопляс (8 тиждень)                  |         |         |         |         |         |         |         |         |
| Євген Кошовий (9 тиждень)                   |         |         |         |         |         |         |         |         |
| Наталія Мосейчук (10 тиждень)               |         |         |         |         |         |         |         |         |
| DZIDZIO (1, 14 тиждень)                     |         |         |         |         |         |         |         |         |
| Юрій Ткач (2, 11 тиждень)                   |         |         |         |         |         |         |         |         |
| Сергій Бабкін (4 тиждень)                   |         |         |         |         |         |         |         |         |
| Сніжана Бабкіна (4 тиждень)                 |         |         |         |         |         |         |         |         |
| Надія Дорофєєва (6 тиждень)                 |         |         |         |         |         |         |         |         |
| Наталія Могилевська (7 тиждень, 3 тиждень)  |         |         |         |         |         |         |         |         |
| Потап (8 тиждень)                           |         |         |         |         |         |         |         |         |
| Павло Зібров (10 тиждень)                   |         |         |         |         |         |         |         |         |
| Людмила Барбір (12 тиждень)                 |         |         |         |         |         |         |         |         |
| Ігор Ласточкін (1 тиждень)                  |         |         |         |         |         |         |         |         |
| Олег Винник (2 тиждень)                     |         |         |         |         |         |         |         |         |
| Леся Нікітюк (4 тиждень)                    |         |         |         |         |         |         |         |         |
| Надія Матвєєва (5 тиждень)                  |         |         |         |         |         |         |         |         |
| Ганна Буткевич (6 тиждень)                  |         |         |         |         |         |         |         |         |
| MARUV (10 тиждень)                          |         |         |         |         |         |         |         |         |
| Позитив (12 тиждень)                        |         |         |         |         |         |         |         |         |

### Судді
Суддя
     Запрошений суддя
     Суддя змагався як учасник до вибування
     Змагався як учасник
| Судді                | Сезон 1 | Сезон 2 | Сезон 3 | Сезон 4 | Сезон 5 | Сезон 6 | Сезон 7 | Сезон 8 |
| -------------------- | ------- | ------- | ------- | ------- | ------- | ------- | ------- | ------- |
| Григорій Чапкіс      |         |         |         |         |         |         |         |         |
| Олена Коляденко      |         |         |         |         |         |         |         |         |
| Олексій Литвинов     |         |         |         |         |         |         |         |         |
| Вадим Єлізаров       |         |         |         |         |         |         |         |         |
| Владислав Бородінов  |         |         |         |         |         |         |         |         |
| Міхал Малітовскі     |         |         |         |         |         |         |         |         |
| Андреа Пласіді       |         |         |         |         |         |         |         |         |
| Микола Цискарідзе    |         |         |         |         |         |         |         |         |
| Дмитро Монатик       |         |         |         |         |         |         |         |         |
| Катерина Кухар       |         |         |         |         |         |         |         |         |
| Владислав Яма        |         |         |         |         |         |         |         |         |
| Олена Шоптенко       |         |         |         |         |         |         |         |         |
| Володимир Зеленський |         |         |         |         |         |         |         |         |
| Франсіско Гомес      |         |         |         |         |         |         |         |         |
| Максим Чмерковський  |         |         |         |         |         |         |         |         |
| Ілона Гвоздьова      |         |         |         |         |         |         |         |         |

## Сезони
| Сезон | Період трансляції                     | Переможці                             | Кількість учасників |
| ----- | ------------------------------------- | ------------------------------------- | ------------------- |
| 1     | З 8 жовтня по 26 листопада 2006 року  | Володимир Зеленський і Олена Шоптенко | 8                   |
| 2     | З 10 березня по 28 квітня 2007 року   | Лілія Подкопаєва та Сергій Костецький | 8                   |
| 3     | З 14 жовтня по 2 грудня 2007 року     | Марцін Мрочек і Ганна Пелипенко       | 8                   |
| 4     | З 27 серпня по 29 жовтня 2017 року    | Наталія Могилевська й Ігор Кузьменко  | 10                  |
| 5     | З 26 серпня по 25 листопада 2018 року | Ігор Ласточкін та Ілона Гвоздьова     | 14                  |
| 6     | З 25 серпня по 24 листопада 2019 року | Ксенія Мішина та Женя Кот             | 14                  |
| 7     | З 30 серпня по 29 листопада 2020 року | Санта Дімопулос і Максим Леонов       | 14                  |
| 8     | З 5 вересня 2021 року                 | Артур Логай та Анна Кареліна          | 14                  |

## Перший сезон (2006)
| Зірки                | Рід занять         | Партнери         | Статус |
| -------------------- | ------------------ | ---------------- | ------ |
| Володимир Зеленський | комік, шоумен      | Олена Шоптенко   | Перше  |
| Наталія Могилевська  | співачка           | Владислав Яма    | Друге  |
| Віталій Козловський  | співак             | Ксенія Горб      | Третє  |
| Ольга Сумська        | акторка            | Ігор Бондаренко  | Вибули |
| Надія Мейхер         | співачка, ведуча   | Ігор Ярьоменко   | Вибули |
| Руслана Писанка      | акторка, ведуча    | Микола Коваленко | Вибули |
| Остап Ступка         | актор              | Дар'я Довгальова | Вибули |
| Анатолій Борсюк      | журналіст, режисер | Ілона Клешніна   | Вибули |

## Другий сезон (2007)
| Зірки                | Рід занять                   | Партнери            | Статус |
| -------------------- | ---------------------------- | ------------------- | ------ |
| Лілія Подкопаєва     | спортсменка                  | Сергій Костецький   | Перше  |
| Олег Скрипка         | співак                       | Єлизавета Дружиніна | Друге  |
| Євген Кошовий        | шоумен, телеведучий та актор | Катерина Тришина    | Третє  |
| Ірина Білик          | співачка                     | Дмитро Дікусар      | Вибули |
| Сніжана Єгорова      | телеведуча, актриса          | Максим Булгаков     | Вибули |
| Світлана Лобода      | співачка                     | Андрій Матвієнко    | Вибули |
| Максим Неліпа        | телеведучий, актор           | Ганна Пелипенко     | Вибули |
| Олександр Пономарьов | співак                       | Поліна Комисова     | Вибули |

## Третій сезон (2007)
| Країна  | Зірки               | Рід занять                                            | Партнери           | Статус |
| ------- | ------------------- | ----------------------------------------------------- | ------------------ | ------ |
| Польща  | Марчин Мрочек       | співак, актор, танцюрист                              | Ганна Пилипенко    | Перше  |
| Україна | Наталія Могилевська | співачка                                              | Владислав Яма      | Друге  |
| Україна | Лілія Подкопаєва    | спортсменка                                           | Кирило Хітров      | Третє  |
| Росія   | Наталя Корольова    | співачка                                              | Євген Папунаішвілі | Вибули |
| Італія  | Памела Камасса      | модель, телеведуча, фіналістка конкурсу «Miss Італія» | Анджело Мадоніа    | Вибули |
| Україна | Віталій Козловський | співак                                                | Ксенія Горб        | Вибули |
| Україна | Максим Неліпа       | актор                                                 | Олена Шоптенко     | Вибули |
| Австрія | Мануель Ортега      | співак                                                | Юлія Окропірідзе   | Вибули |

## Четвертий сезон (2017)
| Зірки               | Рід занять                 | Партнери             | Статус |
| ------------------- | -------------------------- | -------------------- | ------ |
| Наталія Могилевська | співачка, продюсерка       | Ігор Кузьменко       | Перше  |
| Надія Дорофєєва     | співачка                   | Євген Кот            | Друге  |
| Ахтем Сеітаблаєв    | актор, режисер             | Олена Шоптенко       | Третє  |
| Юрій Ткач           | актор                      | Ілона Гвоздьова      | Вибули |
| Сергій Бабкін       | співак                     | Сніжана Бабкіна      | Вибули |
| Дмитро Комаров      | телеведучий                | Олександра Кучеренко | Вибули |
| Камалія             | співачка                   | Дмитро Жук           | Вибули |
| Ольга Полякова      | співачка                   | Степан Місюрка       | Вибули |
| Наталія Холоденко   | психолог ВІП-осіб та зірок | Віталій Загоруйко    | Вибули |
| Олександр Скічко    | телеведучий                | Анна Паламарчук      | Вибули |

## П'ятий сезон (2018)
| Зірки            | Рід занять      | Партнери           | Статус |
| ---------------- | --------------- | ------------------ | ------ |
| Ігор Ласточкін   | комедіант       | Ілона Гвоздьова    | Перше  |
| Леся Нікітюк     | телеведуча      | Макс Єжов          | Друге  |
| Іраклі Макацарія | кінопродюсер    | Яна Заєць          | Третє  |
| Павло Вишняков   | актор           | Юлія Сахневич      | Вибули |
| Мішель Андраде   | співачка        | Євген Кот          | Вибули |
| Денис Берінчик   | боксер          | Катерина Белявська | Вибули |
| Руслан Сенічкін  | телеведучий     | Яна Цибульська     | Вибули |
| Оксана Марченко  | телеведуча      | Дмитро Чаплін      | Вибули |
| Аніта Луценко    | зірковий тренер | Олександр Прохоров | Вибули |
| Марія Єфросініна | телеведуча      | Максим Леонов      | Вибули |
| Микола Тищенко   | ресторатор      | Nana               | Вибули |
| Павло Зібров     | співак          | Марія Шмельова     | Вибули |
| Злата Огнєвіч    | співачка        | Дмитро Жук         | Вибули |
| Слава Камінська  | співачка        | Ігор Кузьменко     | Вибули |

## Шостий сезон (2019)
| Зірки              | Рід занять                         | Партнери            | Статус |
| ------------------ | ---------------------------------- | ------------------- | ------ |
| Ксенія Мішина      | акторка                            | Євген Кот           | Перше  |
| Ганна Різатдінова  | художня гімнастка                  | Олександр Прохоров  | Друге  |
| Вікторія Булітко   | актриса                            | Дмитро Дікусар      | Третє  |
| Володимир Остапчук | актор та телеведучий               | Ілона Гвоздьова     | Вибули |
| Олена Кравець      | акторка студії «Квартал 95»        | Максим Леонов       | Вибули |
| Олексій Яровенко   | актор                              | Олена Шоптенко      | Вибули |
| Даніель Салем      | ведучий, лайф-коуч                 | Юлія Сахневич       | Вибули |
| Людмила Барбір     | актриса та ведуча «Сніданок з 1+1» | Дмитро Жук          | Вибули |
| Михайло Кукуюк     | актор                              | Єлизавета Дружиніна | Вибули |
| DZIDZIO            | співак                             | Яна Цибульська      | Вибули |
| MARUV              | співачка                           | JAY                 | Вибули |
| Надія Матвєєва     | телеведуча                         | Валерій Шохін       | Вибули |
| Серьога            | співак, репер                      | Аделіна Делі        | Вибули |
| Tayanna            | співачка                           | Ігор Кузьменко      | Вибули |

### Учасники
| Зірки              | Рід занять                  | Партнери            | 1  | 2  | 3  | 4  | 5  | 6  | 7  | 8  | 9  | 10 | 11 | 12 | 13  | 14  | Статус       |
| ------------------ | --------------------------- | ------------------- | -- | -- | -- | -- | -- | -- | -- | -- | -- | -- | -- | -- | --- | --- | ------------ |
| Ксенія Мішина      | акторка                     | Євген Кот           | 24 | 30 | 27 | 37 | 25 | 30 | 27 | 35 | 33 | 33 | 40 | 65 | 107 | 113 | Перше        |
| Ганна Різатдінова  | художня гімнастка           | Олександр Прохоров  | 29 | 29 | 28 | 40 | 26 | 29 | 30 | 40 | 40 | 38 | 37 | 77 | 109 | 118 | Друге        |
| Вікторія Булітко   | актриса                     | Дмитро Дікусар      | 17 | 25 | 18 | 36 | 25 | 21 | 21 | 33 | 31 | 37 | 29 | 59 | 86  | 95  | Третє        |
| Володимир Остапчук | актор та телеведучий        | Ілона Гвоздьова     | 22 | 22 | 24 | 34 | 27 | 25 | 28 | 35 | 32 | 30 | 37 | 73 | 99  |     | Вибули 11-ми |
| Олена Кравець      | Акторка Студії «Квартал 95» | Максим Леонов       | 24 | 26 | 19 | 35 | 24 | 28 | 24 | 38 | 36 | 36 | 38 | 67 |     |     | Вибули 10-ми |
| Олексій Яровенко   | актор                       | Олена Шоптенко      | 21 | 17 | 23 | 34 | 21 | 20 | 26 | 34 | 34 | 34 | 37 |    |     |     | Вибули 9-ми  |
| Даніель Салем      | ведучий, лайф-коуч          | Юлія Сахневич       | 21 | 24 | 26 | 35 | 28 | 29 | 28 | 37 | 34 | 37 |    |    |     |     | Вибули 8-ми  |
| Людмила Барбір     | актриса та ведуча           | Дмитро Жук          | 27 | 26 | 26 | 32 | 27 | 26 | 28 | 35 | 30 |    |    |    |     |     | Вибули 7-ми  |
| Михайло Кукуюк     | актор                       | Єлизавета Дружиніна | 15 | 16 | 15 | 30 | 20 | 14 | 14 | 25 |    |    |    |    |     |     | Вибули 6-ми  |
| DZIDZIO            | Співак                      | Яна Цибульська      | 18 | 20 | 18 | 34 | 21 | 20 |    |    |    |    |    |    |     |     | Вибули 5-ми  |
| MARUV              | співачка                    | JAY                 | 25 | 26 | 24 | 35 | 23 |    |    |    |    |    |    |    |     |     | Вибули 4-ми  |
| Надія Матвєєва     | телеведуча                  | Валерій Шокін       | 17 | 19 | 20 | 33 |    |    |    |    |    |    |    |    |     |     | Вибули 3-ми  |
| Серьога            | співак, репер               | Аделіна Делі        | 19 | 23 | 20 |    |    |    |    |    |    |    |    |    |     |     | Вибули 2-ми  |
| Tayanna            | Співачка                    | Ігор Кузьменко      | 21 | 21 |    |    |    |    |    |    |    |    |    |    |     |     | Вибули 1-ми  |

| № пари | Конкурсанти                            | Танець             | Судді     | Судді    | Судді | Підсумок | Музичний супровід                                |
| № пари | Конкурсанти                            | Танець             | Франциско | Катерина | Влад  | Підсумок | Музичний супровід                                |
| ------ | -------------------------------------- | ------------------ | --------- | -------- | ----- | -------- | ------------------------------------------------ |
| 02     | Володимир Остапчук та Ілона Гвоздьова  | ча-ча-ча           | 8         | 7        | 7     | 22       | «Uptown Funk» — Марк Ронсон і Бруно Марс         |
| 01     | Tayanna і Ігор Кузьменко               | румба              | 7         | 7        | 7     | 21       | «Шкода» — Tayanna                                |
| 03     | Даніель Салем і Юлія Сахневич          | аргентинське танго | 8         | 7        | 6     | 21       | «Bad Guy» — Біллі Айліш                          |
| 10     | Ксенія Мішина і Женя Кот               | фокстрот           | 8         | 8        | 8     | 24       | «Мовчати» — Скрябін                              |
| 06     | Вікторія Булітко і Дмитро Дікусар      | лінді-хоп          | 6         | 6        | 5     | 17       | «A Little Party Never Killed Everybody» — Fergie |
| 05     | Олексій Яровенко і Олена Шоптенко      | віденський вальс   | 6         | 7        | 8     | 21       | «A New Day Has Come» — Селін Діон                |
| 09     | Надія Матвєєва і Валерій Шохін         | танго              | 7         | 6        | 4     | 17       | «Palladio» — Karl Jenkins                        |
| 04     | Людмила Барбір і Дмитро Жук            | контемпорарі-денс  | 8         | 10       | 9     | 27       | «Call Out My Name» — The Weeknd                  |
| 08     | Серьога та Аделіна Делі                | фрістайл           | 6         | 7        | 6     | 19       | «Чорний бумер» — Серьога                         |
| 12     | Анна Різатдінова та Олександр Прохоров | пасодобль          | 10        | 9        | 10    | 29       | «Коханці» — The Hardkiss                         |
| 11     | Михайло Кукуюк і Єлизавета Дружиніна   | квікстеп           | 6         | 4        | 5     | 15       | «Crazy in Love» — Бейонсе                        |
| 14     | MARUV і JAY                            | вог                | 10        | 6        | 9     | 25       | «Rockstar» — Post Malone                         |
| 07     | DZIDZIO та Яна Цибульська              | сальса             | 6         | 6        | 6     | 18       | «Чекаю. Цьом» — DZIDZIO та Оля Цибульська        |
| 13     | Олена Кравець і Максим Леонов          | фокстрот           | 7         | 9        | 8     | 24       | «Someone Like You» — Адель                       |

| Зірки             | Рід занять                      | Партнери         | Статус |
| ----------------- | ------------------------------- | ---------------- | ------ |
| Санта Дімопулос   | співачка                        | Максим Леонов    | Перше  |
| Юлія Саніна       | співачка та композитор          | Дмитро Жук       | Друге  |
| Надія Мейхер      | акторка, співачка та телеведуча | Кирило Васюк     | Третє  |
| Сергій Мельник    | футболіст                       | Аделіна Делі     | Вибули |
| Сергій Танчинець  | співак                          | Яна Цибульська   | Вибули |
| Позитив           | співак та продюсер              | Юлія Сахневич    | Вибули |
| Дар'я Петрожицька | акторка та співачка             | Ігор Гелуненко   | Вибули |
| Ольга Фреймут     | телеведуча                      | Ілля Падзина     | Вибули |
| Тарас Цимбалюк    | актор                           | Яна Заєць        | Вибули |
| Олег Винник       | актор та співак                 | Олена Шоптенко   | Вибули |
| Арам Арзуманян    | актор                           | Антоніна Руденко | Вибули |
| Alyona alyona     | реп-виконавиця                  | Юрій Гурич       | Вибули |
| Слава Камінська   | співачка                        | Дмитро Дікусар   | Вибули |
| Дмитро Танкович   | телеведучий                     | Ілона Гвоздьова  | Вибули |

| Зірки                | Рід занять                               | Партнери           | Статус |
| -------------------- | ---------------------------------------- | ------------------ | ------ |
| Артур Логай          | актор, співак та композитор              | Анна Кареліна      | Перше  |
| Ольга Харлан         | фехтувальниця                            | Дмитро Дікусар     | Друге  |
| Костянтин Войтенко   | актор                                    | Роксоляна Маланчук | Третє  |
| Дмитро Каднай        | співак                                   | Аліна Лі           | Вибули |
| Олександра Заріцька  | співачка                                 | Юрій Мєшков        | Вибули |
| Mélovin              | співак                                   | Ліза Русіна        | Вибули |
| Євгенія Власова      | співачка                                 | Максим Леонов      | Вибули |
| Стас Горуна          | каратист                                 | Даніела Преап      | Вибули |
| Джамала              | співачка, переможниця «Євробачення-2016» | Антон Нестерко     | Вибули |
| Lida Lee             | співачка                                 | Олексій Базела     | Вибули |
| Фагот                | співак                                   | Катерина Тришина   | Вибули |
| Олексій Суровцев     | актор                                    | Маша Колосова      | Вибули |
| Олександра Машлятіна | акторка, гумористка                      | Денис Самсон       | Вибули |
| Іван Люленов         | актор, гуморист                          | Яна Цибульська     | Вибули |

| Зірки                | Партнери           | 1  | 2  | 3  | 4  | 5  | 6 | 7 | 8 | 9 | 10 | 11 | 12 | 13 | 14 | Статус       |
| -------------------- | ------------------ | -- | -- | -- | -- | -- | - | - | - | - | -- | -- | -- | -- | -- | ------------ |
| Артур Логай          | Анна Кареліна      | 18 | 21 | 30 | 30 | 31 |   |   |   |   |    |    |    |    |    | Перше        |
| Ольга Харлан         | Дмитро Дікусар     | 15 | 17 | 29 | 32 | 33 |   |   |   |   |    |    |    |    |    | Друге        |
| Костянтин Войтенко   | Роксоляна Маланчук | 18 | 16 | 31 | 30 | 31 |   |   |   |   |    |    |    |    |    | Третє        |
| Дмитро Каднай        | Аліна Лі           | 21 | 21 | 29 | 30 | 34 |   |   |   |   |    |    |    |    |    | Вибули 11-ми |
| Олександра Заріцька  | Юрій Мєшков        | 16 | 16 | 31 | 31 | 28 |   |   |   |   |    |    |    |    |    | Вибули 10-ми |
| Melovin              | Ліза Русіна        | 13 | 13 | 23 | 25 | 23 |   |   |   |   |    |    |    |    |    | Вибули 9-ми  |
| Євгенія Власова      | Максим Лєонов      | 15 | 18 | 28 | 28 | 25 |   |   |   |   |    |    |    |    |    | Вибули 8-ми  |
| Сергій Горуна        | Даніела Преап      | 18 | 16 | 24 | 24 | 27 |   |   |   |   |    |    |    |    |    | Вибули 7-ми  |
| Джамала              | Антон Нестерко     | 19 | 17 | 25 | 29 | 29 |   |   |   |   |    |    |    |    |    | Вибули 6-ми  |
| Lida Lee             | Олексій Базела     | 20 | 19 | 28 | 31 | 30 |   |   |   |   |    |    |    |    |    | Вибули 5-ми  |
| Фагот                | Катерина Тришина   | 17 | 14 | 27 | 29 | 26 |   |   |   |   |    |    |    |    |    | Вибули 4-ми  |
| Олексій Суровцев     | Маша Колосова      | 7  | 12 | 27 | 27 |    |   |   |   |   |    |    |    |    |    | Вибули 3-ми  |
| Олександра Машлятіна | Денис Самсон       | 13 | 15 | 24 |    |    |   |   |   |   |    |    |    |    |    | Вибули 2-ми  |
| Іван Люленов         | Яна Цибульська     | 19 | 15 |    |    |    |   |   |   |   |    |    |    |    |    | Вибули 1-ми  |

| № пари | Конкурсанти                         | Танець           | Судді | Судді    | Судді | Підсумок | Музичний супровід                                    |
| № пари | Конкурсанти                         | Танець           | Макс  | Катерина | Влад  | Підсумок | Музичний супровід                                    |
| ------ | ----------------------------------- | ---------------- | ----- | -------- | ----- | -------- | ---------------------------------------------------- |
| 03     | Lida Lee і Олексій Базела           | джаз             | 7     | 6        | 7     | 20       | «Feel It Still» — Lisbon Bros                        |
| 12     | Фагот і Катерина Тришина            | фокстрот         | 6     | 5        | 6     | 17       | «Кішка» — Океан Ельзи                                |
| 01     | Олександра Зарицька і Юрій Мєшков   | танго            | 5     | 5        | 6     | 16       | «Back To Black» — Amy Winehouse                      |
| 09     | Дмитро Каднай і Аліна Лі            | ча-ча-ча         | 7     | 7        | 7     | 21       | «Kiss» — Prince & The Revolution                     |
| 02     | Стас Горгуна і Даніела Преап        | контемп          | 7     | 5        | 6     | 18       | «Зорі» — Kalush                                      |
| 10     | Анастасія Оруджова і Денис Самсон   | джайв            | 4     | 5        | 4     | 13       | «Noticed You Around» — Touch & Go                    |
| 04     | Євгенія Власова і Макс Леонов       | квікстеп         | 5     | 5        | 5     | 15       | «Somethin' Stupid» — Robbie Williams i Nicole Kidman |
| 11     | Костя Войтенко і Роксолана Маланчук | повільний вальс  | 7     | 5        | 6     | 18       | «Нева» — 5'nizza                                     |
| 13     | Іван Люленов і Яна Цибульська       | самба            | 6     | 7        | 6     | 19       | «Гуси» — Wellboy                                     |
| 08     | Олексій Суровцев і Марія Колосова   | румба            | 3     | 1        | 3     | 7        | «Crazy Prod by Nimrod Mena» — Gnarls Barkley Cover   |
| 06     | Ольга Харлан і Дмитро Дікусар       | пасодобль        | 5     | 4        | 6     | 15       | «Siren Song» — Maruv                                 |
| 14     | Melovin і Ліза Русіна               | experimental     | 5     | 3        | 5     | 13       | «Bolero»                                             |
| 07     | Джамала і Антон Нестерко            | віденський вальс | 6     | 6        | 7     | 19       | «Triste vals» — Yasmin Levy                          |
| 05     | Артур Логай і Анна Кареліна         | кан-кан          | 7     | 5        | 6     | 18       | «Can-can»                                            |

| № пари | Конкурсанти                             | Танець             | Судді | Судді    | Судді | Підсумок | Музичний супровід                                    |
| № пари | Конкурсанти                             | Танець             | Макс  | Катерина | Влад  | Підсумок | Музичний супровід                                    |
| ------ | --------------------------------------- | ------------------ | ----- | -------- | ----- | -------- | ---------------------------------------------------- |
| 01     | Олександра Зарицька і Юрій Мєшков       | бродвей            | 5     | 5        | 6     | 16       | «» — [[]]                                            |
| 02     | Стас Горгуна і Даніела Преап            | румба              | 5     | 5        | 6     | 16       | «Мовчати» — Скрябін                                  |
| 03     | Lida Lee і Олексій Базела               | танго              | 7     | 5        | 7     | 19       | «Bad Guy» — Billie Eilish                            |
| 04     | Євгенія Власова і Макс Леонов           | повільний фокстрот | 7     | 5        | 6     | 18       | «Журавлі» — The Hardkiss                             |
| 05     | Артур Логай і Анна Кареліна             | пасодобль          | 7     | 7        | 7     | 21       | «Люди» — Бумбокс                                     |
| 06     | Ольга Харлан і Дмитро Дікусар           | квікстеп           | 6     | 5        | 6     | 17       | «I'm a believer» — Smash Mouth                       |
| 07     | Джамала і Антон Нестерко                | сальса             | 5     | 6        | 6     | 17       | «Крила» — Джамала                                    |
| 08     | Олексій Суровцев і Марія Колосова       | диско              | 5     | 3        | 4     | 12       | «Satisfaction» — Benny Benassi                       |
| 09     | Дмитро Каднай і Аліна Лі                | аргентинське танго | 7     | 7        | 7     | 21       | «Bang Bang» — Lady Gaga                              |
| 10     | Олександра Машлятіна і Денис Самсон     | віденський вальс   | 5     | 5        | 5     | 15       | «Earned It» — The Weekend                            |
| 11     | Костянтин Войтенко і Роксолана Маланчук | самба              | 6     | 4        | 6     | 16       | «Pé Na Estrada» — Mo Horizons                        |
| 12     | Фагот і Катерина Тришина                | контемп            | 5     | 4        | 5     | 14       | «Восени» — ТНМК                                      |
| 13     | Іван Люленов і Яна Цибульська           | джайв              | 5     | 5        | 5     | 15       | «Runaway baby» — Bruno Mars                          |
| 14     | Melovin і Ліза Русіна                   | повільний вальс    | 5     | 3        | 5     | 13       | «Sorry Seems to Be the Hardest Word» — Taron Egerton |

| № пари | Конкурсанти                             | Танець                    | Судді | Судді    | Судді | Судді        | Підсумок | Музичний супровід                |
| № пари | Конкурсанти                             | Танець                    | Макс  | Катерина | Влад  | Оля Полякова | Підсумок | Музичний супровід                |
| ------ | --------------------------------------- | ------------------------- | ----- | -------- | ----- | ------------ | -------- | -------------------------------- |
| 10     | Олександра Машлятіна і Денис Самсон     | самба                     | 4     | 5        | 5     | 10           | 24       | «Дежавю» — Артем Пивоваров       |
| 03     | Lida Lee і Олексій Базела               | віденський вальс          | 6     | 6        | 6     | 10           | 28       | «Moby»                           |
| 14     | Melovin і Ліза Русіна                   | ча-ча-ча                  | 4     | 3        | 5     | 10           | 23       | «I'ts a sin» — Elton John        |
| 06     | Ольга Харлан і Дмитро Дікусар           | танго                     | 7     | 5        | 7     | 10           | 29       | «Океанами стали» — Alekseev      |
| 05     | Артур Логай і Анна Кареліна             | віденський вальс          | 7     | 7        | 6     | 10           | 30       | «Feelin Good» — Muse             |
| 02     | Стас Горгуна і Даніела Преап            | твіст                     | 4     | 5        | 5     | 10           | 24       | «Blinding Lights» — Weeknd       |
| 07     | Джамала і Антон Нестерко                | кримськотатарський танець | 5     | 5        | 5     | 10           | 25       | «1944» — Джамала                 |
| 08     | Олексій Суровцев і Марія Колосова       | вальс                     | 6     | 5        | 6     | 10           | 27       | «Maybe I, Maybe You» — Scorpions |
| 04     | Євгенія Власова і Макс Леонов           | ча-ча-ча                  | 6     | 6        | 6     | 10           | 28       | «Born this way» — Lady Gaga      |
| 11     | Костянтин Войтенко і Роксолана Маланчук | контемп                   | 8     | 6        | 7     | 10           | 31       | «Кораблі» — Скрябін              |
| 09     | Дмитро Каднай і Аліна Лі                | пасодобль                 | 6     | 6        | 7     | 10           | 29       | «Love runs out» — One Republic   |
| 01     | Олександра Зарицька і Юрій Мєшков       | фокстрот                  | 7     | 7        | 7     | 10           | 31       | «Плакала» — Kazka                |
| 12     | Фагот і Катерина Тришина                | квікстеп                  | 6     | 5        | 6     | 10           | 27       | «Blue Suede Shoes» — Elvis       |

| № пари | Конкурсанти                             | Танець    | Судді | Судді    | Судді | Судді           | Підсумок | Музичний супровід              |
| № пари | Конкурсанти                             | Танець    | Макс  | Катерина | Влад  | Санта Дімопулус | Підсумок | Музичний супровід              |
| ------ | --------------------------------------- | --------- | ----- | -------- | ----- | --------------- | -------- | ------------------------------ |
| 06     | Ольга Харлан і Дмитро Дікусар           | самба     | 8     | 7        | 7     | 10              | 32       | «HUEGO» — NK                   |
| 11     | Костянтин Войтенко і Роксолана Маланчук | ча-ча-ча  | 7     | 6        | 7     | 10              | 30       | «Sexy and I Know it» — LMFAO   |
| 14     | Melovin і Ліза Русіна                   | танго     | 5     | 4        | 6     | 10              | 25       | «Toxic» — Britney Spears       |
| 05     | Артур Логай і Анна Кареліна             | джайв     | 6     | 7        | 7     | 10              | 30       | «ГОП ГОП ГОП» — Вєрка Сердючка |
| 08     | Олексій Суровцев і Марія Колосова       | ча-ча-ча  | 6     | 5        | 6     | 10              | 27       | «Mambo Italiano»               |
| 03     | Lida Lee і Олексій Базела               | сальса    | 8     | 6        | 7     | 10              | 31       | «Іди сюда» — Tvorchi           |
| 04     | Євгенія Власова і Макс Леонов           | ламбада   | 6     | 5        | 6     | 10              | 27       | «Lambada»                      |
| 02     | Стас Горгуна і Даніела Преап            | самба     | 6     | 6        | 6     | 10              | 28       | «Шикидим» — Віктор Павлік      |
| 09     | Дмитро Каднай і Аліна Лі                | макарена  | 7     | 6        | 7     | 10              | 30       | «Makarena»                     |
| 12     | Фагот і Катерина Тришина                | пасодобль | 7     | 6        | 6     | 10              | 29       | «Dick Dale» — MISIRLOU         |
| 07     | Джамала і Антон Нестерко                | ча-ча-ча  | 7     | 6        | 6     | 10              | 29       | «I like it» — Cardi B          |
| 01     | Олександра Зарицька і Юрій Мєшков       | румба     | 6     | 7        | 7     | 10              | 30       | «After Dark» TITO & TARANTINO  |

| № пари | Конкурсанти                             | Танець             | Судді | Судді    | Судді | Судді           | Підсумок | Музичний супровід                      |
| № пари | Конкурсанти                             | Танець             | Макс  | Катерина | Влад  | Ілона Гвоздьова | Підсумок | Музичний супровід                      |
| ------ | --------------------------------------- | ------------------ | ----- | -------- | ----- | --------------- | -------- | -------------------------------------- |
| 03     | Lida Lee і Олексій Базела               | самба              | 8     | 7        | 7     | 8               | 30       | «MONTERO» — Lil Nas X                  |
| 02     | Стас Горуна і Даніелла Преап            | джайв              | 6     | 7        | 7     | 7               | 27       | «Найкращий день» — Потап, Олег Винник  |
| 01     | Олександра Зарицька і Юрій Мєшков       | квікстеп           | 6     | 8        | 7     | 7               | 28       | «В небі канарєєчка» — За двома зайцями |
| 07     | Джамала і Антон Нестеренко              | танго              | 7     | 7        | 7     | 8               | 29       | «For Una Cabeza» — Carlos Gardel       |
| 09     | Дмитро Каднай і Аліна Лі                | вальс              | 8     | 9        | 8     | 9               | 34       | « If you go away» - Великий Гетсбі     |
| 04     | Євгенія Власова і Макс Леонов           | пасодобль          | 7     | 6        | 6     | 6               | 25       | «Make Up» — The Hardkiss               |
| 05     | Артур Логай і Анна Кароліна             | фокстрот           | 7     | 7        | 7     | 10              | 31       | «Цілувати тебе» -Kazka                 |
| 12     | Фагот і Катерина Тришина                | повільний вальс    | 6     | 7        | 6     | 7               | 26       | «Вербова дощечка» — Іванка Червинська  |
| 14     | Melovin і Ліза Русіна                   | повільний фокстрот | 5     | 8        | 5     | 5               | 23       | «Perhaps» Pussycat Dolls               |
| 06     | Ольга Харлан і Дмитро Дікусар           | віденський вальс   | 9     | 7        | 7     | 10              | 33       | «My heart will go on» — Celine Dion    |
| 11     | Костянтин Войтенко і Роксоляна Маланчук | квікстеп           | 8     | 8        | 8     | 7               | 31       | « Crazy in love »                      |

| Зірки                | Партнери           | 1  | 2  | 3  | 4  | 5  | 6 | 7 | 8 | 9 | 10 | 11 | 12 | 13 | 14 | Статус       |
| -------------------- | ------------------ | -- | -- | -- | -- | -- | - | - | - | - | -- | -- | -- | -- | -- | ------------ |
| Артур Логай          | Анна Кареліна      | 18 | 21 | 30 | 30 | 31 |   |   |   |   |    |    |    |    |    | Перше        |
| Ольга Харлан         | Дмитро Дікусар     | 15 | 17 | 29 | 32 | 33 |   |   |   |   |    |    |    |    |    | Друге        |
| Костянтин Войтенко   | Роксоляна Маланчук | 18 | 16 | 31 | 30 | 31 |   |   |   |   |    |    |    |    |    | Третє        |
| Дмитро Каднай        | Аліна Лі           | 21 | 21 | 29 | 30 | 34 |   |   |   |   |    |    |    |    |    | Вибули 11-ми |
| Олександра Заріцька  | Юрій Мєшков        | 16 | 16 | 31 | 31 | 28 |   |   |   |   |    |    |    |    |    | Вибули 10-ми |
| Melovin              | Ліза Русіна        | 13 | 13 | 23 | 25 | 23 |   |   |   |   |    |    |    |    |    | Вибули 9-ми  |
| Євгенія Власова      | Максим Лєонов      | 15 | 18 | 28 | 28 | 25 |   |   |   |   |    |    |    |    |    | Вибули 8-ми  |
| Сергій Горуна        | Даніела Преап      | 18 | 16 | 24 | 24 | 27 |   |   |   |   |    |    |    |    |    | Вибули 7-ми  |
| Джамала              | Антон Нестерко     | 19 | 17 | 25 | 29 | 29 |   |   |   |   |    |    |    |    |    | Вибули 6-ми  |
| Lida Lee             | Олексій Базела     | 20 | 19 | 28 | 31 | 30 |   |   |   |   |    |    |    |    |    | Вибули 5-ми  |
| Фагот                | Катерина Тришина   | 17 | 14 | 27 | 29 | 26 |   |   |   |   |    |    |    |    |    | Вибули 4-ми  |
| Олексій Суровцев     | Маша Колосова      | 7  | 12 | 27 | 27 |    |   |   |   |   |    |    |    |    |    | Вибули 3-ми  |
| Олександра Машлятіна | Денис Самсон       | 13 | 15 | 24 |    |    |   |   |   |   |    |    |    |    |    | Вибули 2-ми  |
| Іван Люленов         | Яна Цибульська     | 19 | 15 |    |    |    |   |   |   |   |    |    |    |    |    | Вибули 1-ми  |

| № пари | Конкурсанти                         | Танець           | Судді | Судді    | Судді | Підсумок | Музичний супровід                                    |
| № пари | Конкурсанти                         | Танець           | Макс  | Катерина | Влад  | Підсумок | Музичний супровід                                    |
| ------ | ----------------------------------- | ---------------- | ----- | -------- | ----- | -------- | ---------------------------------------------------- |
| 03     | Lida Lee і Олексій Базела           | джаз             | 7     | 6        | 7     | 20       | «Feel It Still» — Lisbon Bros                        |
| 12     | Фагот і Катерина Тришина            | фокстрот         | 6     | 5        | 6     | 17       | «Кішка» — Океан Ельзи                                |
| 01     | Олександра Зарицька і Юрій Мєшков   | танго            | 5     | 5        | 6     | 16       | «Back To Black» — Amy Winehouse                      |
| 09     | Дмитро Каднай і Аліна Лі            | ча-ча-ча         | 7     | 7        | 7     | 21       | «Kiss» — Prince & The Revolution                     |
| 02     | Стас Горгуна і Даніела Преап        | контемп          | 7     | 5        | 6     | 18       | «Зорі» — Kalush                                      |
| 10     | Анастасія Оруджова і Денис Самсон   | джайв            | 4     | 5        | 4     | 13       | «Noticed You Around» — Touch & Go                    |
| 04     | Євгенія Власова і Макс Леонов       | квікстеп         | 5     | 5        | 5     | 15       | «Somethin' Stupid» — Robbie Williams i Nicole Kidman |
| 11     | Костя Войтенко і Роксолана Маланчук | повільний вальс  | 7     | 5        | 6     | 18       | «Нева» — 5'nizza                                     |
| 13     | Іван Люленов і Яна Цибульська       | самба            | 6     | 7        | 6     | 19       | «Гуси» — Wellboy                                     |
| 08     | Олексій Суровцев і Марія Колосова   | румба            | 3     | 1        | 3     | 7        | «Crazy Prod by Nimrod Mena» — Gnarls Barkley Cover   |
| 06     | Ольга Харлан і Дмитро Дікусар       | пасодобль        | 5     | 4        | 6     | 15       | «Siren Song» — Maruv                                 |
| 14     | Melovin і Ліза Русіна               | experimental     | 5     | 3        | 5     | 13       | «Bolero»                                             |
| 07     | Джамала і Антон Нестерко            | віденський вальс | 6     | 6        | 7     | 19       | «Triste vals» — Yasmin Levy                          |
| 05     | Артур Логай і Анна Кареліна         | кан-кан          | 7     | 5        | 6     | 18       | «Can-can»                                            |

| № пари | Конкурсанти                             | Танець             | Судді | Судді    | Судді | Підсумок | Музичний супровід                                    |
| № пари | Конкурсанти                             | Танець             | Макс  | Катерина | Влад  | Підсумок | Музичний супровід                                    |
| ------ | --------------------------------------- | ------------------ | ----- | -------- | ----- | -------- | ---------------------------------------------------- |
| 01     | Олександра Зарицька і Юрій Мєшков       | бродвей            | 5     | 5        | 6     | 16       | «» — [[]]                                            |
| 02     | Стас Горгуна і Даніела Преап            | румба              | 5     | 5        | 6     | 16       | «Мовчати» — Скрябін                                  |
| 03     | Lida Lee і Олексій Базела               | танго              | 7     | 5        | 7     | 19       | «Bad Guy» — Billie Eilish                            |
| 04     | Євгенія Власова і Макс Леонов           | повільний фокстрот | 7     | 5        | 6     | 18       | «Журавлі» — The Hardkiss                             |
| 05     | Артур Логай і Анна Кареліна             | пасодобль          | 7     | 7        | 7     | 21       | «Люди» — Бумбокс                                     |
| 06     | Ольга Харлан і Дмитро Дікусар           | квікстеп           | 6     | 5        | 6     | 17       | «I'm a believer» — Smash Mouth                       |
| 07     | Джамала і Антон Нестерко                | сальса             | 5     | 6        | 6     | 17       | «Крила» — Джамала                                    |
| 08     | Олексій Суровцев і Марія Колосова       | диско              | 5     | 3        | 4     | 12       | «Satisfaction» — Benny Benassi                       |
| 09     | Дмитро Каднай і Аліна Лі                | аргентинське танго | 7     | 7        | 7     | 21       | «Bang Bang» — Lady Gaga                              |
| 10     | Олександра Машлятіна і Денис Самсон     | віденський вальс   | 5     | 5        | 5     | 15       | «Earned It» — The Weekend                            |
| 11     | Костянтин Войтенко і Роксолана Маланчук | самба              | 6     | 4        | 6     | 16       | «Pé Na Estrada» — Mo Horizons                        |
| 12     | Фагот і Катерина Тришина                | контемп            | 5     | 4        | 5     | 14       | «Восени» — ТНМК                                      |
| 13     | Іван Люленов і Яна Цибульська           | джайв              | 5     | 5        | 5     | 15       | «Runaway baby» — Bruno Mars                          |
| 14     | Melovin і Ліза Русіна                   | повільний вальс    | 5     | 3        | 5     | 13       | «Sorry Seems to Be the Hardest Word» — Taron Egerton |

| № пари | Конкурсанти                             | Танець                    | Судді | Судді    | Судді | Судді        | Підсумок | Музичний супровід                |
| № пари | Конкурсанти                             | Танець                    | Макс  | Катерина | Влад  | Оля Полякова | Підсумок | Музичний супровід                |
| ------ | --------------------------------------- | ------------------------- | ----- | -------- | ----- | ------------ | -------- | -------------------------------- |
| 10     | Олександра Машлятіна і Денис Самсон     | самба                     | 4     | 5        | 5     | 10           | 24       | «Дежавю» — Артем Пивоваров       |
| 03     | Lida Lee і Олексій Базела               | віденський вальс          | 6     | 6        | 6     | 10           | 28       | «Moby»                           |
| 14     | Melovin і Ліза Русіна                   | ча-ча-ча                  | 4     | 3        | 5     | 10           | 23       | «I'ts a sin» — Elton John        |
| 06     | Ольга Харлан і Дмитро Дікусар           | танго                     | 7     | 5        | 7     | 10           | 29       | «Океанами стали» — Alekseev      |
| 05     | Артур Логай і Анна Кареліна             | віденський вальс          | 7     | 7        | 6     | 10           | 30       | «Feelin Good» — Muse             |
| 02     | Стас Горгуна і Даніела Преап            | твіст                     | 4     | 5        | 5     | 10           | 24       | «Blinding Lights» — Weeknd       |
| 07     | Джамала і Антон Нестерко                | кримськотатарський танець | 5     | 5        | 5     | 10           | 25       | «1944» — Джамала                 |
| 08     | Олексій Суровцев і Марія Колосова       | вальс                     | 6     | 5        | 6     | 10           | 27       | «Maybe I, Maybe You» — Scorpions |
| 04     | Євгенія Власова і Макс Леонов           | ча-ча-ча                  | 6     | 6        | 6     | 10           | 28       | «Born this way» — Lady Gaga      |
| 11     | Костянтин Войтенко і Роксолана Маланчук | контемп                   | 8     | 6        | 7     | 10           | 31       | «Кораблі» — Скрябін              |
| 09     | Дмитро Каднай і Аліна Лі                | пасодобль                 | 6     | 6        | 7     | 10           | 29       | «Love runs out» — One Republic   |
| 01     | Олександра Зарицька і Юрій Мєшков       | фокстрот                  | 7     | 7        | 7     | 10           | 31       | «Плакала» — Kazka                |
| 12     | Фагот і Катерина Тришина                | квікстеп                  | 6     | 5        | 6     | 10           | 27       | «Blue Suede Shoes» — Elvis       |

| № пари | Конкурсанти                             | Танець    | Судді | Судді    | Судді | Судді           | Підсумок | Музичний супровід              |
| № пари | Конкурсанти                             | Танець    | Макс  | Катерина | Влад  | Санта Дімопулус | Підсумок | Музичний супровід              |
| ------ | --------------------------------------- | --------- | ----- | -------- | ----- | --------------- | -------- | ------------------------------ |
| 06     | Ольга Харлан і Дмитро Дікусар           | самба     | 8     | 7        | 7     | 10              | 32       | «HUEGO» — NK                   |
| 11     | Костянтин Войтенко і Роксолана Маланчук | ча-ча-ча  | 7     | 6        | 7     | 10              | 30       | «Sexy and I Know it» — LMFAO   |
| 14     | Melovin і Ліза Русіна                   | танго     | 5     | 4        | 6     | 10              | 25       | «Toxic» — Britney Spears       |
| 05     | Артур Логай і Анна Кареліна             | джайв     | 6     | 7        | 7     | 10              | 30       | «ГОП ГОП ГОП» — Вєрка Сердючка |
| 08     | Олексій Суровцев і Марія Колосова       | ча-ча-ча  | 6     | 5        | 6     | 10              | 27       | «Mambo Italiano»               |
| 03     | Lida Lee і Олексій Базела               | сальса    | 8     | 6        | 7     | 10              | 31       | «Іди сюда» — Tvorchi           |
| 04     | Євгенія Власова і Макс Леонов           | ламбада   | 6     | 5        | 6     | 10              | 27       | «Lambada»                      |
| 02     | Стас Горгуна і Даніела Преап            | самба     | 6     | 6        | 6     | 10              | 28       | «Шикидим» — Віктор Павлік      |
| 09     | Дмитро Каднай і Аліна Лі                | макарена  | 7     | 6        | 7     | 10              | 30       | «Makarena»                     |
| 12     | Фагот і Катерина Тришина                | пасодобль | 7     | 6        | 6     | 10              | 29       | «Dick Dale» — MISIRLOU         |
| 07     | Джамала і Антон Нестерко                | ча-ча-ча  | 7     | 6        | 6     | 10              | 29       | «I like it» — Cardi B          |
| 01     | Олександра Зарицька і Юрій Мєшков       | румба     | 6     | 7        | 7     | 10              | 30       | «After Dark» TITO & TARANTINO  |

| № пари | Конкурсанти                             | Танець             | Судді | Судді    | Судді | Судді           | Підсумок | Музичний супровід                      |
| № пари | Конкурсанти                             | Танець             | Макс  | Катерина | Влад  | Ілона Гвоздьова | Підсумок | Музичний супровід                      |
| ------ | --------------------------------------- | ------------------ | ----- | -------- | ----- | --------------- | -------- | -------------------------------------- |
| 03     | Lida Lee і Олексій Базела               | самба              | 8     | 7        | 7     | 8               | 30       | «MONTERO» — Lil Nas X                  |
| 02     | Стас Горуна і Даніелла Преап            | джайв              | 6     | 7        | 7     | 7               | 27       | «Найкращий день» — Потап, Олег Винник  |
| 01     | Олександра Зарицька і Юрій Мєшков       | квікстеп           | 6     | 8        | 7     | 7               | 28       | «В небі канарєєчка» — За двома зайцями |
| 07     | Джамала і Антон Нестеренко              | танго              | 7     | 7        | 7     | 8               | 29       | «For Una Cabeza» — Carlos Gardel       |
| 09     | Дмитро Каднай і Аліна Лі                | вальс              | 8     | 9        | 8     | 9               | 34       | « If you go away» - Великий Гетсбі     |
| 04     | Євгенія Власова і Макс Леонов           | пасодобль          | 7     | 6        | 6     | 6               | 25       | «Make Up» — The Hardkiss               |
| 05     | Артур Логай і Анна Кароліна             | фокстрот           | 7     | 7        | 7     | 10              | 31       | «Цілувати тебе» -Kazka                 |
| 12     | Фагот і Катерина Тришина                | повільний вальс    | 6     | 7        | 6     | 7               | 26       | «Вербова дощечка» — Іванка Червинська  |
| 14     | Melovin і Ліза Русіна                   | повільний фокстрот | 5     | 8        | 5     | 5               | 23       | «Perhaps» Pussycat Dolls               |
| 06     | Ольга Харлан і Дмитро Дікусар           | віденський вальс   | 9     | 7        | 7     | 10              | 33       | «My heart will go on» — Celine Dion    |
| 11     | Костянтин Войтенко і Роксоляна Маланчук | квікстеп           | 8     | 8        | 8     | 7               | 31       | « Crazy in love »                      |